# قنطريون شفاف القنابات
قنطريون شفاف القِنابات (باللاتينية: Centaurea hyalolepis) نوع نباتي يتبع جنس القنطريون من الفصيلة النجمية.

## الموئل والانتشار
ينتشر في بلاد الشام و شمال افريقيا وقبرص وتركيا واليونان.

## مرادفات للاسم العلمي
- (باللاتينية: Calcitrapa hyalolepis (Boiss.) Holub)
- (باللاتينية: Centaurea pallescens subsp. hyalolepis (Boiss.) Holmboe)